# Валери Славек
Валери Јан Славек (пољ. Walery Jan Sławek; 2. новембра 1879. – 3. априла 1939), био је пољски политичар, масон, официр и активиста, и три пута премијер Пољске. Био је један од најближих сарадника Јозефа Пилсудског.
Рођен је у осиромашеној племићкој породици у близини Немирова. Извршио је самоубиство у Варшави.
Био је припадник Пољске социјалистичке партије (PPS). Три пута је био премијер Пољске, два пута 1930. године и једном 1935. године. Саоснивач је Непартијског блока сарадње са владом. 